# 四月の雪
『四月の雪』（しがつのゆき、原題：외출、英題：April Snow）は、2005年公開の韓国映画。監督は『八月のクリスマス』『春の日は過ぎゆく』のホ・ジノ。

## 概要

### 撮影
2005年2月4日、江原道三陟市で撮影が開始された。当時はヨン様ブームのたただなかであり、クランクインの日にちが伝えられた後から、制作会社にはロケ現場の位置を問い合わせる電話が殺到した。
同年3月23日、韓国の映画音楽専門会社は、本作のクライマックス・シーンとして撮影される大規模なコンサートが、4月24日に延世大学の野外劇場で行われると発表した。その日行われたコンサート「外出」（注・本作の原題）にはイ・ミヌ、チョ・ソンモ、ラブホリック、ジュエリー、韓大洙など多数のアーティストが出演し、舞台照明監督に扮するペ・ヨンジュンも参加。コンサートの模様とともに、ペ・ヨンジュンやペンライトを振る観客たちを撮った映像が映画の中で使われた。
同年6月18日、京畿道光州市で撮影を終えた。

### 上映
韓国では予定より2日早く、2005年9月6日に公開された。日本では同年9月17日に日比谷スカラ座ほかで全国公開された。ユニバーサル映画・UIP配給。
韓国国内での観客動員数は74万人とヒットとは言い難い記録であったのに対し、韓国ドラマ『冬のソナタ』の社会現象に端を発したことによるヨン様ブーム以降の日本で公開された韓国映画ということもあり、日本では約300万人動員という当時（2005年9月現在）の韓国映画史上最大のヒットとなった。これは翌月に日本公開された『私の頭の中の消しゴム』に抜かれるまで続いた。
2005年9月19日付けDVD総合オリコンウィークリーチャートで、本作の映像ドキュメンタリーDVD『ドキュメンタリー 四月の雪 ペ・ヨンジュンに魅せられて』が1位となったのに続き、2006年1月9日に本作のDVDも1位となった。
2006年9月には、別バージョンの『四月の雪 ディレクターズ・カット完全版』が劇場公開され、そのディレクターズ・カット版も後にDVD化された。

## キャスト
- キム・インス（金仁秀）：ペ・ヨンジュン（吹替：萩原聖人）
- ハン・ソヨン：ソン・イェジン（吹替：小林さやか）
- カン・スジン：イム・サンヒョ
- グァンイル：キム・グァンイル

## スタッフ
- 監督：ホ・ジノ
- 撮影監督：イ・モゲ
- 脚本：シン・ジュノ、イ・ウォンシク、ソ・ユミン、イ・イル、ホ・ジノ
- 製作総指揮：キム・ドンジュ
- 製作：ペ・ヨングク
- プロデューサー：カン・ボンネ
- 撮影：イ・モゲ
- 美術：パク・サンフン
- 音楽：チョ・ソンウ
- 照明：オ・スンチョル
- 編集：イ・ウンソ

## DVD
- 『ドキュメンタリー 四月の雪 ペ・ヨンジュンに魅せられて』ユニバーサル・ピクチャーズ・ジャパン、2005年9月
- 『四月の雪』ユニバーサル・ピクチャーズ・ジャパン、2006年4月
- 『四月の雪 スーパーライブコンサート：ペ・ヨンジュン Scene in the film』ユニバーサル・ピクチャーズ・ジャパン、2006年4月
- 『四月の雪 ディレクターズ・カット 完全版』ユニバーサル・ピクチャーズ・ジャパン、2006年9月

- 『April Snow -再会- さいたまスーパーアリーナイベント DVD-BOX 』インタラクティブメディアミックス、2006年5月
- 『四月の雪 プレミアムBOX』ユニバーサル・ピクチャーズ・ジャパン、2005年12月

## 音楽
- 『四月の雪 オリジナル・サウンドトラック』ポニーキャニオン、2005年9月、特典DVD付き

全26曲、音楽収録時間： 73分、EAN 4988013963009、ASIN B000A0YA8I

## 書籍
- ホ・ジノ『シナリオ 四月の雪 韓国語完全対訳』吉野ひろみ訳、ワニブックス、2005年10月、ISBN 978-4-8470-1626-4
- ホ・ジノ脚本、キム・ヒョンギョン著『ノベライズ 四月の雪』吉野ひろみ訳、ワニブックス、2005年10月、ISBN 978-4-8470-1625-7
- キム・ヒョグァン他『四月の雪 撮影日記』深田あゆみ、イ・ヨンヒ訳、ワニブックス、2005年11月、ISBN 978-4-8470-1627-1